# Мохамед Самаді
Мохамед Самаді (араб. محمد صمدي, нар. 21 березня 1970, Рабат) — марокканський футболіст, що грав на позиції півзахисника.
Виступав, зокрема, за клуб ФАР (Рабат), а також національну збірну Марокко.

## Клубна кар'єра
У дорослому футболі дебютував 1992 року виступами за команду ФАР (Рабат), кольори якої і захищав протягом усієї своєї кар'єри гравця, що тривала дев'ять років. 

## Виступи за збірну
У 1991 році дебютував в офіційних матчах у складі національної збірної Марокко.
У складі збірної був учасником чемпіонату світу 1994 року у США.
Загалом протягом кар'єри в національній команді, яка тривала 5 років, провів у її формі 12 матчів, забивши 1 гол.